# Trichoxantha
Trichoxantha is een geslacht van kevers uit de familie bladkevers (Chrysomelidae).
De wetenschappelijke naam van het geslacht werd in 1992 gepubliceerd door Medvedev.

## Soorten
- Trichoxantha nigripennis Medvedev, 1992